# Liliana Renzi
Liliana Renzi, nome d'arte di Teresa Renzi (Pesaro, 5 gennaio 1928 – Milano, 8 febbraio 2012), è stata una pianista italiana.

## Carriera
Studiò pianoforte al conservatorio "Gioachino Rossini" di Pesaro dove si diplomò all'età di 14 anni sotto la guida dei maestri Riccardo Zandonai e Vincenzo Mannino.
Suonò in diverse trasmissioni radiofoniche dell'EIAR; tenne molti concerti in Italia e all'estero (Svizzera, Germania, Sud America, Sudafrica, Birmania e Asia).
A 20 anni si trasferì a Milano studiare Composizione e Direzione d'orchestra, sotto la guida di Giorgio Federico Ghedini, diventando così la prima donna italiana a prendere questo diploma.

Negli anni ottanta pubblicò diversi libri riguardanti la cura del corpo con gli editori De Vecchi.
Insegna all'accademia Carla Strauss in via Brera di Milano.
Al riguardo Mara Cantoni ha affermato: "Mi ha particolarmente emozionato far nascere questo laboratorio nella scuola che ancora porta il nome di Carla Strauss. Questa donna speciale, che più di sessant'anni fa portò in Italia una nuova arte del movimento, resterà nel ricordo di generazioni di allieve. Ma è alla sua rivoluzionaria collaboratrice, Liliana Renzi, che devo l'impronta indelebile del gesto musicale."
Dopo l'esperienza presso la "Carla Struss" aprì il "Linea Oxford" presso Via Senato a Milano. Inaugurò altre scuole musicali in Piazzetta Verdi e in Via Rossetti, di cui si occupò fino al 2006.
Si ritirò a vivere a Milano. Morì a 84 anni, vittima di un incendio scoppiato nella cucina del suo appartamento.